# Coulombs (Eure-et-Loir)
Coulombs település Franciaországban, Eure-et-Loir megyében. Lakosainak száma 1371 fő (2022. január 1.). Coulombs Villiers-le-Morhier, Bréchamps és Nogent-le-Roi községekkel határos.

## Népesség
A település népességének változása:
| Lakosok száma | 606  | 868  | 1244 | 1309 | 1436 | 1377 | 1353 | 1343 | 1337 | 1371 |
|               | 1968 | 1982 | 1990 | 2006 | 2013 | 2015 | 2017 | 2019 | 2020 | 2022 |